# فرانک رنو
فرانک رنو (انگلیسی: Franck Renou؛ زادهٔ ۱۹ نوامبر ۱۹۷۳) بازیکن فوتبال اهل فرانسه است.
از باشگاه‌هایی که در آن بازی کرده‌است می‌توان به باشگاه فوتبال سیون، باشگاه فوتبال لیل، باشگاه فوتبال استاد برستوا ۲۹، و باشگاه فوتبال نانت اشاره کرد.